# Crocidura baluensis
Crocidura baluensis (лат.) — вид млекопитающих рода Белозубки семейства Землеройковые. Эндемик острова Борнео. Обнаружен только на горе Кинабалу (англ. Mount Kinabalu; Сабах, Восточная Малайзия, север острова Калимантан), на высотах от 1,600 до 3,700 м (Hutterer, 2005), хотя может быть распространён более широко на Борнео. Потенциальные находки известны на острове Саравак, откуда известны повреждённые скелеты, хранящиеся в британском Музее естествознания в Лондоне (Ruedi, 1995). Охраняется в Национальном парке Kinabalu National Park. Включены в «Международную Красную книгу» (англ. IUCN Red List of Threatened Animals) МСОП.